# 格羅訥河
格羅訥河（法語：Grosne，法語發音：[ɡʁon]）是法國的河流，位於該國中東部，屬於索恩河的右支流，河道全長96.7公里，流域面積1197平方公里，平均流量每秒10立方米，發源自聖博內德布呂耶爾附近，河口處在馬爾奈。

## 外部連結
- http://www.geoportail.fr （页面存档备份，存于）
- The Grosne at the Sandre database